# Яспер, Маррит
Маррит Яспер  (нидерл. Marrit Jasper, род. 28 февраля 1996 года, Снек) — нидерландская волейболистка, доигровщица клуба «Брешиа» и сборной Нидерландов. Серебряный призёр чемпионата Европы 2017 года.

## Биография
Маррит Яспер родилась 28 февраля 1996 года в Снеке.
Выступала за команды «Снек» (2012—2016) и «Тюринген Зуль» (2016—2017). С 2017 года играет за «Дрезднер».
С 2017 года выступает за сборную Нидерландов. Участница Мирового Гран-при 2017 года, Монтрё Волей Мастерс и чемпионата Европы 2017 года.

## Достижения

### Со сборной
- Серебряный призёр чемпионата Европы 2017

### С клубами
- Двукратная чемпионка Нидерландов (2015, 2016)
- Двукратный обладатель Суперкубка Нидерландов (2014, 2015)
- Обладатель Кубка Нидерландов 2014
- Обладатель Кубка Германии 2018
- Финалист Кубка Нидерландов 2015